# New York Herald

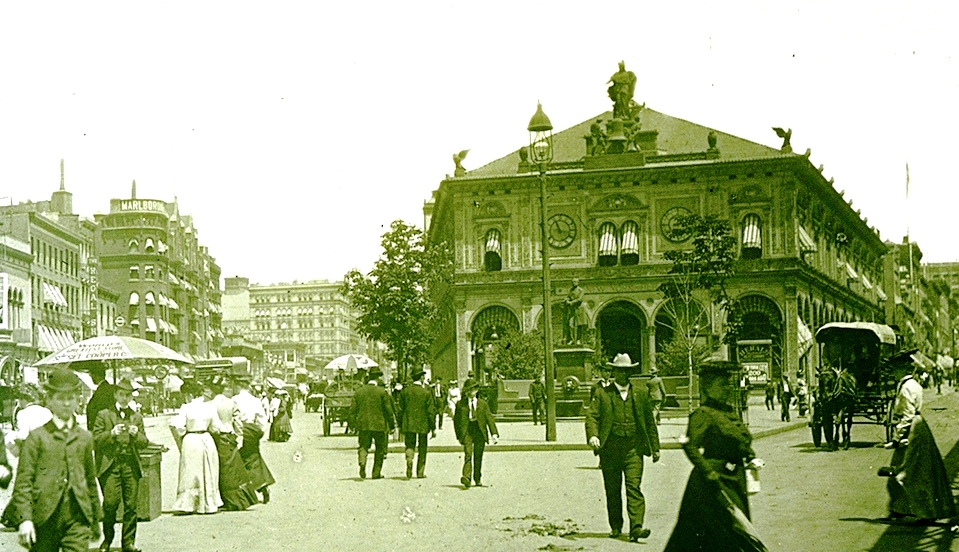
Edificio del New York Herald en 1895.

El New York Herald fue un periódico que tuvo gran circulación en la ciudad de Nueva York, entre 1835 y 1924.

## Trayectoria
El primer ejemplar apareció el 6 de mayo de 1835, publicado por James Gordon Bennett, Sr.. Durante la guerra civil estadounidense, el periódico apoyó fuertemente al Partido Demócrata de los Estados Unidos.  
El hijo de Bennett, James Gordon Bennett, Jr. remplazó a su padre en la dirección del diario en 1866, y fue bajo su dirección cuando el New York Herald patrocinó en 1869 la expedición que Henry Morton Stanley realizó para encontrar en África al explorador escocés David Livingstone. El diario también patrocinó, diez años más tarde, la trágica expedición de George W. DeLong al ártico.
El 4 de octubre de 1887 apareció la edición europea del Herald, en la ciudad de París.  Gordon Bennet Jr. se mudó a esta ciudad, y trató de manejar el Herald neoyorquino mediante telegramas.  

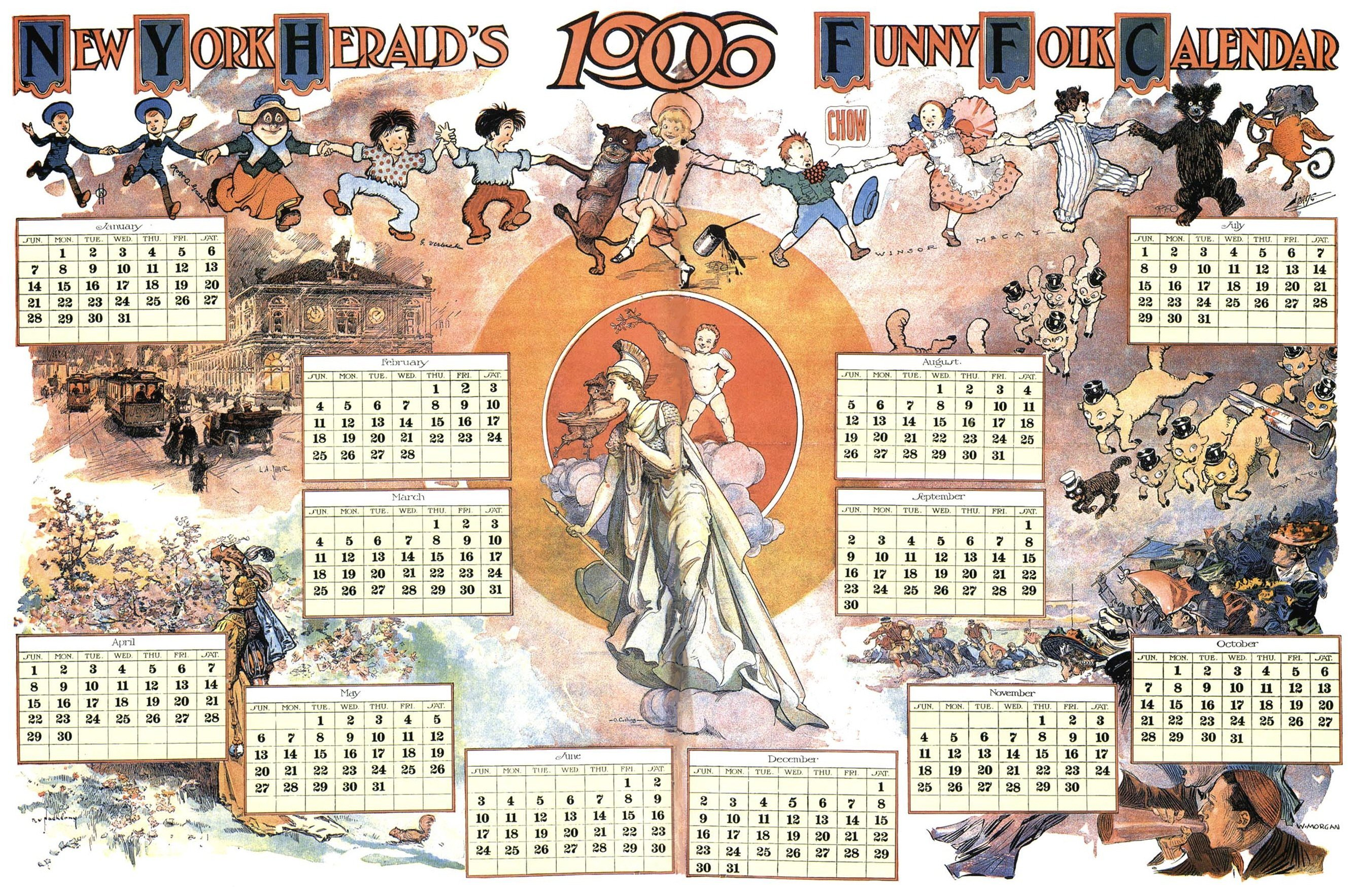
Calendario de 1906 con sus personajes.

En los albores del siglo XX, el New York Herald tuvo una gran importancia en el desarrollo de la historieta moderna, al cobijar a personajes como Buster Brown, Little Sammy Sneeze, Hungry Henrietta o Little Nemo.
Tras la muerte de Bennet, el Herald se fusionó con su odiado rival, el periódico New York Tribune, en 1924, formando el New York Herald Tribune. En 1921 se había demolido su edificio.

## Eponimia
- La isla Herald, descubierta por DeLong en su expedición ártica de 1881, conmemora el nombre del diario que contribuyó a reunir los fondos necesarios para emprender su finalmente trágica aventura.